# Bostanlıspor
Bostanlıspor Gençlik Spor Kulübü (en català: Club Esportiu i de Joventut Bostanlıspor, més conegut com a Bostanlıspor o amb les sigles BSK) és un club esportiu del barri de Bostanlı, al districte de Karşıyaka, (Província d'İzmir). Establert el 1954, els seus colors són verd i vermellós, els mateixos què el Karşıyaka S.K., club històric d'Esmirna.
Al Bostanlıspor es practiquen 23 esports diversos, incloent-hi futbol americà, beisbol, corfbol, futbol i basquetbol, per ambdós gèneres. Des de 2011 la Universitat d'Esmirna va ser l'sponsor de Bostanlıspor durant dos temporades, quan els equips del club tenien la denominació d'İzmir Üniversitesi abans què la del nom actual, com per exemple en futbol. El seu equip masculí de basquetbol va pujar a la segonda lliga turca el 2015, però es va retirar a favor de Pınar Karşıyaka Gelişim, l'equip d'infrastructura de basquetbol de Karşıyaka S.K.
El club és més conegut pel seu equip femení de rugbi, establert el 2012 i entrenat per l'entrenadora Zeynep Dizdar. Van guanyar set copes en 3 anys entre el 2012 i el 2015. Conegudes com a Amazonlar (Amazones) o Karşıyaka'nın Amazonları (Les Amazones de Karşıyaka), van ser campions de Turquia l'any 2014 guanyant la final per 41 - 0 contra el Samsun 1919, l'equip de Samsun, "ciutat de les Amazones". El mateix any, totes les set jugadores de l'equip van ser convocades a la selecció nacional turca pel Campionat Europeu de Rugbi a 7.